# 福田俊一
福田 俊一（ふくだ しゅんいち、1949年 - ）は日本の精神科医。淀屋橋心理療法センター所長。
日本の実践的家族療法の草分け的存在。初めて家族療法専門機関を日本で設立し、実践、技法の開発、家族療法家の育成に貢献した。その後は、摂食障害、不登校、ひきこもり、うつ、家庭内暴力（子から親へ）、リストカット等の家族療法の開発に力を尽くした。

## 経歴
- 1975年 大阪大学医学部卒業。大阪大学精神神経科にて精神医療に取り組む。
- 1977年 大阪府立病院神経科勤務
- 1981年 米国フィラデルフィア・チャイルド・ガイダンス・クリニック（P.C.G.C.）のＳ.ミニューチンのもとで家族療法を学ぶ。
- 1982年 住友病院心療内科、大阪厚生年金病院（現JCHO大阪病院）神経科、大阪市立小児保健センター（大阪市立総合医療センターに統合）精神科に勤務。（いずれも非常勤）
- 1983年 淀屋橋心理療法センターを開設（大阪市中央区北浜 = 淀屋橋）。
- 1984～1986年 厚生省（現厚生労働省）・神経性食思不振症調査研究班メンバー
- 1993年 設立十周年を機に、淀屋橋心理療法センターを移転（大阪府豊中市・緑地公園）。現在に至る。
- 2003年 大阪大学医学部非常勤講師

## 所属学会
- 日本家族心理学会
- 日本精神神経学会
- 日本心理臨床学会
- 日本心身医学会

## 著書
- 職場のストレスマネジメント　メディカ出版 1989
- 家族療法の面接室から ミネルヴァ書房　1994
- 家族療法　朝日文庫 1994
- 家族の心理療法　朱鷺書房 1998
- 過食・拒食の家族療法　ミネルヴァ書房 1999
- しぐさでわかる心の病気 エール出版社 2000
- 過食症と拒食症危機脱出の処方箋 星和書店 2001
- しぐさで子どもの心がわかる本　PHP研究所 2004
- 克服できる過食症・拒食症　こじれて長期化した過食症・拒食症でも治る道はある　星和書店 2005
- ちょっと気になる子どもの『行動』」―心の声に気づいて！ PHP研究所 2009
- 母と子で克服できる摂食障害―過食症・拒食症からの解放 ミネルヴァ書房　2011
- 克服できるリストカット症候群 星和書店 2011

## 翻訳
- (監訳, 増井昌美, 川喜田好恵,　金沢吉展訳) S.ミニューチン他『思春期やせ症の家族』 星和書店 1987